# Менорка (аеропорт)
Аеропорт Менорка (IATA: MAH, ICAO: LEMH; кат. Aeroport de Menorca, ісп. Aeropuerto de Menorca) — аеропорт, який обслуговує Балеарський острів Менорка. Аеропорт розташований за 4,5 км SW від Мао.

## Авіалінії та напрямки
| Авіакомпанія            | Пункт призначення |
| ----------------------- | --- |
| Air Europa              | Пальма-де-Мальорка Сезонний: Барселона, Лісабон |
| AirBaltic               | Сезонний: Рига (з 12 травня 2019) Сезонний чартер: Осло-Гардермуен |
| Alitalia                | Сезонний: Мілан-Лінате, Рим-Ф'юмічіно |
| Austrian Airlines       | Сезонний: Відень |
| Blue Panorama Airlines  | Сезонний: Рим-Ф'юмічіно |
| British Airways         | Сезонний: Лондон-Сіті, Лондон-Гатвік, Лондон-Хітроу (завершення 31 березня 2019) |
| Brussels Airlines       | Сезонний: Брюссель |
| easyJet                 | Сезонний: Базель-Мюлуз-Фрайбург, Берлін-Тегель, Бристоль, Женева, Лондон-Гатвік, Лондон-Лутон, Лондон-Саутенд, Лондон-Станстед, Ліон, Мілан-Мальпенса, Неаполь, Париж-Шарль де Голль, Тулуза, Венеція                                                                   |
| Eurowings               | Сезонний: Кельн/Бонн, Дюссельдорф |
| Evelop Airlines         | Сезонний: Лісабон, Порту |
| Finnair                 | Сезонний: Гельсінкі |
| Iberia                  | Мадрид |
| Iberia Regional         | Пальма-де-Мальорка, Валенсія Сезонний: Аліканте, Ібіца, Лісабон, Памплона, Порту Сезонний чартер: Реус |
| Jet2.com                | Сезонний: Белфаст, Бірмінгем, Східний Мідландс, Единбург, Глазго, Лідс/Бредфорд, Лондон-Станстед, Манчестер, Ньюкасл |
| Lufthansa               | Сезонний: Франкфурт |
| Luxair                  | Сезонний: Люксембург (з 18 травня 2019) |
| Neos                    | Сезонний: Мілан-Бергамо, Болонья, Мілан-Мальпенса, Турин, Венеція, Верона |
| Norwegian Air Shuttle   | Сезонний: Осло-Гардермуен |
| Ryanair                 | Сезонний: Барселона, Східний Мідландс, Мадрид, Валенсія |
| Scandinavian Airlines   | Сезонний чартер: Копенгаген (з 16 травня 2019) |
| SmartWings              | Сезонний: Братислава |
| Thomas Cook Airlines    | Сезонний: Белфаст, Бірмінгем, Бристоль, Кардіфф, Східний Мідландс, Глазго, Лондон-Гатвік, Лондон-Станстед, Манчестер, Ньюкасл |
| Transavia               | Сезонний: Амстердам |
| Transavia France        | Сезонний: Париж-Орлі (з 21 квітня 2019) |
| Travel Service Airlines | Сезонний: Прага, Братислава |
| TUI Airways             | Сезонний: Белфаст, Бірмінгем, Борнмут, Бристоль, Кардіфф, Донкастер/Шеффілд, Східний Мідландс, Единбург, Ексетер, Глазго, Лідс/Бредфорд, Лондон-Гатвік, Лондон-Лутон, Лондон-Станстед, Манчестер, Ньюкасл, Норвіч Сезонний чартер: Стокгольм-Арланда (з 16 травня 2019) |
| TUI fly Belgium         | Сезонний: Брюссель |
| TUI fly Deutschland     | Сезонний: Базель-Мюлуз-Фрайбург, Кельн/Бонн, Дюссельдорф, Франкфурт, Ганновер, Мюнхен, Штутгарт |
| TUI fly Netherlands     | Сезонний: Амстердам |
| TUI fly Nordic          | Сезонний чартер: Гетеборг, Гельсінкі |
| Volotea                 | Сезонний: Астурія, Генуя, Марсель, Нант, Сантандер, Верона, Сарагоса |
| Vueling                 | Барселона Seasonal: Аліканте, Більбао, Болонья, Мадрид, Малага, Париж-Шарль де Голль (з 2 квітня 2019), Париж-Орлі, Рим-Фіумічіно, Севілья |

## Статистика
| Рік  | Пасажирообіг | Вантажообіг (тонн) | Авіатрафік |
| ---- | ------------ | ------------------ | ---------- |
| 2017 | 3.434.615    | 1.374              | 30.293     |
| 2016 | 3.178.284    | 1.391              | 31.252     |
| 2015 | 2.867.521    | 1.502              | 28.687     |
| 2014 | 2.632.616    | 1.422              | 24.716     |
| 2013 | 2.565.462    | 1.636              | 24.419     |
| 2012 | 2.545.942    | 1.793              | 25.533     |
| 2011 | 2.576.200    | 2.071              | 28.042     |
| 2010 | 2.511.629    | 2.400              | 28.358     |
| 2009 | 2.433.666    | 2.621              | 28.189     |
| 2008 | 2.605.932    | 3.244              | 31.804     |
| 2007 | 2.776.458    | 3.669              | 33.802     |
| 2006 | 2.690.992    | 3.687              | 32.921     |
| 2005 | 2.590.733    | 3.829              | 29.428     |
| 2004 | 2.631.334    | 3.975              | 29.538     |
| 2003 | 2.704.038    | 3.705              | 32.388     |
| 2002 | 2.733.733    | 3.954              | 32.259     |
| 2001 | 2.825.147    | 4.206              | 32.787     |
| 2000 | 2.772.337    | 4.528              | 32.348     |